# Archives départementales de la Haute-Savoie
Les archives départementales de la Haute-Savoie sont un service du conseil départemental de la Haute-Savoie (Auvergne-Rhône-Alpes, France), installé à Annecy.

## Histoire

### Création
Les archives départementales de la Haute-Savoie ont été créées en 1861, un an après l'Annexion de la Savoie à la France, à la suite du traité de Turin de 1860, afin de conserver les papiers des intendances du XVIIIe siècle, les archives des administrations françaises ayant fonctionné entre 1792 et 1814 (période d'occupation révolutionnaire), et celles suivant la restauration sarde (1815-1860). Les archives ont par ailleurs, au lendemain de la Seconde Guerre mondiale, reçu une partie des fonds concernant le duché de Savoie, transférées à Turin à partir du XVIe siècle et surtout au XVIIIe siècle.

### Les bâtiments
Le premier bâtiment de conservation date de 1885.

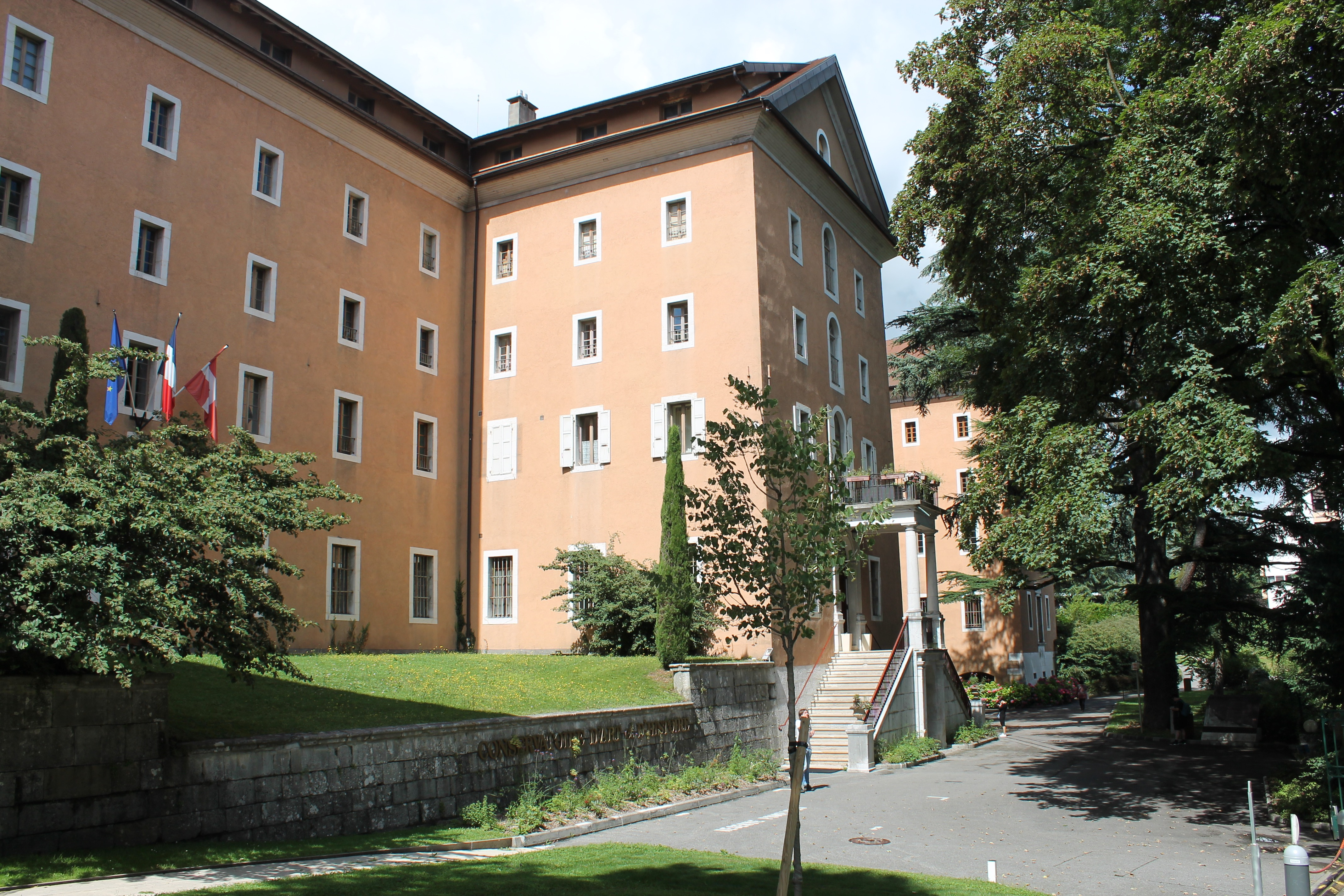
Le grand séminaire d'Annecy en 2016.

En 1979, Jean-Yves Mariotte organise le transfert des archives départementales qui déménagent dans l'ancien Grand Séminaire d’Annecy, acquis par le Conseil général de la Haute-Savoie en janvier 1973 à la ville d'Annecy, alors qu'il était destiné à la destruction,. Ce grand bâtiment a été édifié par entre 1684 et 1688 par Mgr Jean d'Arenthon d'Alex, évêque de Genève-Annecy.
Les archives déménagent à nouveau, en 2001, dans un nouveau bâtiment situé avenue de la Plaine.

## Fonds
En 1861, le nouveau préfet, Joseph Louis Ferrand, dénonce le désordre trouvé dans les archives sardes. En 1862, il obtient un archiviste paléographe afin d'effectuer le travail d'archivage. Un an plus tard, le fonds concernant la période sarde de 1815 à 1840 est classé.
Les fonds sont fixés et confirmés[Quoi ?] sous Jean-Yves Mariotte :
- Fonds sarde (1815-1860) - Série FS 1 à 15
- Séries modernes (1860-1940) - Série K à Y

Elles sont complétées par les Archives de l'ancien duché de Savoie (Série SA). Cette série fait suite à une demande de la France du rapatriement (effectué en 1950-1951) de Turin à Chambéry de 175 caisses d'archives concernant l'ancien duché de Savoie. L'article 10 des conventions du 23 août, passées entre l'empereur Napoléon III et le roi Victor-Emmanuel de Sardaigne, à la suite du traité de Turin de 1860, n'avait pas eu de suite jusqu'au lendemain de la Seconde Guerre mondiale. Le traité du 10 février 1947 (art. 7) reconnait à la France la légitimité de recueillir les "archives contenant les titres de propriétés, les documents administratifs, religieux et de justice civile" de l'ancien duché et du comté de Nice. Un premier tome Archives de cour concernant cette nouvelle série est publié par le conservateur des archives de Savoie, André Perret, en 1966.
Les archives sont complétées par les séries suivantes ; Administrations provinciales avant 1792 (Série C), les fonds privés.
Le document le plus ancien des fonds est une donation d'Ambilly par l'évêque de Langres, Lambert de Bassigny, au premier comte Humbert de Savoie, datant du 8 avril 1022.
Depuis 2011, le site des archives s'est modernisé et « (met) en ligne 22 kilomètres de linéaires et en (offre) l’accès à tous les publics ».

## Directeurs
- 1862-1864 : Albert Lecoy de La Marche (1839-1897)
- 1864-1892 : abbé Claude-Antoine Ducis
- 1892-1908 : Max Bruchet (1868-1929)[11]. Il devient membre agrégé de l'Académie de Savoie le 5 mars 1903[12]
- 1908-1919 : Gaston Letonnelier (1881-1955)[13]
- 1920-1926 : Claude Faure (1881-1942)[14]
- 1926-1941 : Robert Avezou (1899-1993)
- 1941-1946 : Pierre Duparc (1912-2003)
- 1947-1948 : Edouard Baratier (1923-1972)
- 1949-1963 : Raymond Oursel (1921-2008)
- 1963-1983 : Jean-Yves Mariotte (1935-2003)
- 1983-1991 : Elisabeth Rabut[15]
- 1991-2004 : Hélène Viallet[16]
- 2004-2013 : Yves Kinossian (1969)[17],[18]
- Depuis 2013 : Hélène Maurin-Larcher

## Pour approfondir